# Więzadło krzyżowe tylne

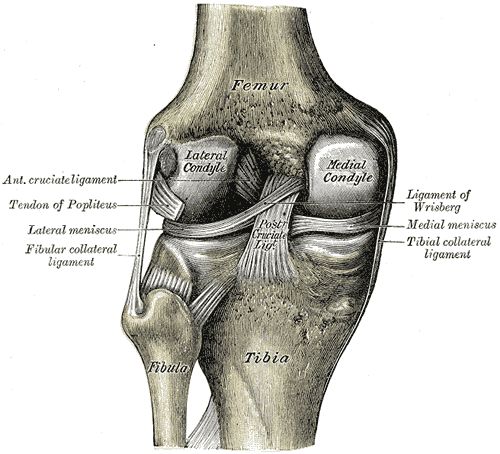
Lewy staw kolanowy widziany od tyłu. Więzadło krzyżowe tylne (post. cruciate lig.) znajduje się w centrum grafiki.

Więzadło krzyżowe tylne (łac. ligamentum cruciatum posterius) – wewnątrzstawowe więzadło stawu kolanowego (jest objęte błoną włóknistą, ale również pokryte błoną maziową, dlatego leży na zewnątrz jamy stawowej).

## Przebieg
Więzadło przyczepia się do wewnętrznej powierzchni kłykcia przyśrodkowego kości udowej (przy jego brzegu przednim). Biegnie skośnie w dół i bocznie. Końcowy przyczep znajduje się w polu międzykłykciowym tylnym kości piszczelowej. Na swoim przebiegu krzyżuje od tyłu więzadło krzyżowe przednie.

## Funkcje
- połączenie kości udowej i piszczelowej
- stabilizacja stawu, szczególnie w położeniach zgięciowych